# Homburg (Saar) Hauptbahnhof
Homburg (Saar) Hauptbahnhof – stacja kolejowa w Homburgu, w kraju związkowym Saara, w Niemczech. Znajdują się tu 4 perony.